# مارينا أيتوفا
مارينا ألكساندروفنا أيتوفا (من مواليد 13 سبتمبر 1982) هي لاعبة قفز عالي كازاخستانية، ظهرت لأول مرة على الساحة العالمية في عام 2003، حيث تنافست في بطولة العالم لألعاب القوى داخل الصالات 2003 وبطولة العالم لألعاب القوى 2003، لكنها لم تتجاوز التصفيات في أي من المسابقتين. مثلت أيتوفا بلدها في دورة الألعاب الأولمبية الصيفية 2004، لكنها فشلت في التقدم بعد جولة التصفيات. تنافست في بطولة العالم لألعاب القوى 2007 واحتلت المركز السابع في النهائيات. حصلت على المركز الخامس في بطولة العالم لألعاب القوى داخل الصالات 2008، شاركت في حضرت دورة الألعاب الأولمبية الصيفية 2008 في بكين، واحتلت المركز العاشر في الترتيب العام. ظهرت للمرة الثانية في بطولة العالم لألعاب القوى 2009، لكنها لم تنجح في التأهل للنهائيات. فازت بالميدالية الذهبية في بطولة آسيا لألعاب القوى داخل الصالات 2010، لتعادل الرقم القياسي للبطولة وهو 1.93 متر.
يعتبر أفضل قفزة شخصية لها هي 1.99 متر، وقد حققتها في يوليو 2009 في أثينا.

## نشأتها
ولدت أيتوفا في كاراجندا، جمهورية كازاخستان الاشتراكية السوفيتية،